# Intramolekylär reaktion
En intramolekylär reaktion innebär att en del av en molekyl reagerar med en annan del av samma molekyl.Motsatsen är en intermolekylär reaktion, där två oberoende molekyler av samma eller olika slag reagerarmed varandra.
I allmänhet är intramolekylära reaktioner entropiskt gynnade framför intermolekylära reaktioner.